# Jack Thompson
John Bruce "Jack" Thompson (født 25. juli 1951) er en amerikansk aktivist og tidligere advokat.